# Ilergeti

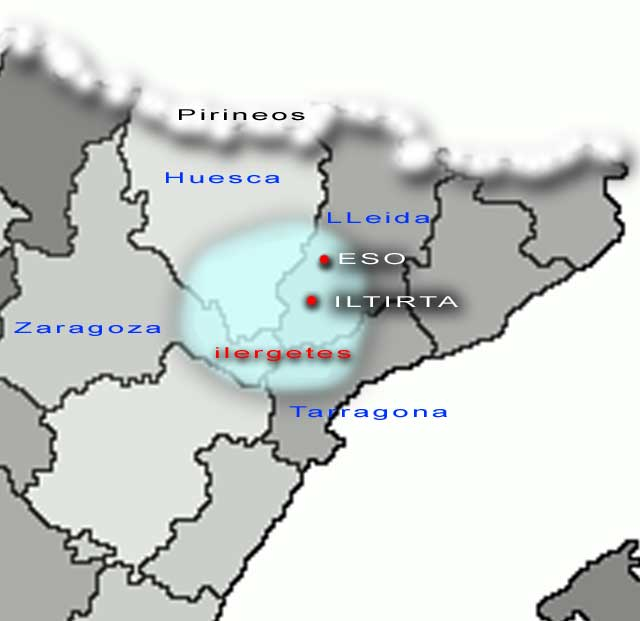
Il territorio degli Ilergeti

Gli Ilergeti erano un'antica popolazione iberica che viveva nell'attuale provincia di Lleida e nei territori circostanti.

## Storia
Si formarono come popolo nel I millennio a.C. a partire dal substrato etnico indigeno e preindoeuropeo dell'età del bronzo che assorbì  influenze delle popolazioni migrate dal nord dei Pirenei durante l'età del ferro (probabilmente protocelti). 
La loro capitale era la città di Atanagrum, la cui ubicazione è incerta. La struttura sociale ilergeta era molto gerarchizzata e dominata da un re. L'economia si basava sull'allevamento e la coltivazione del grano.